# Photonique

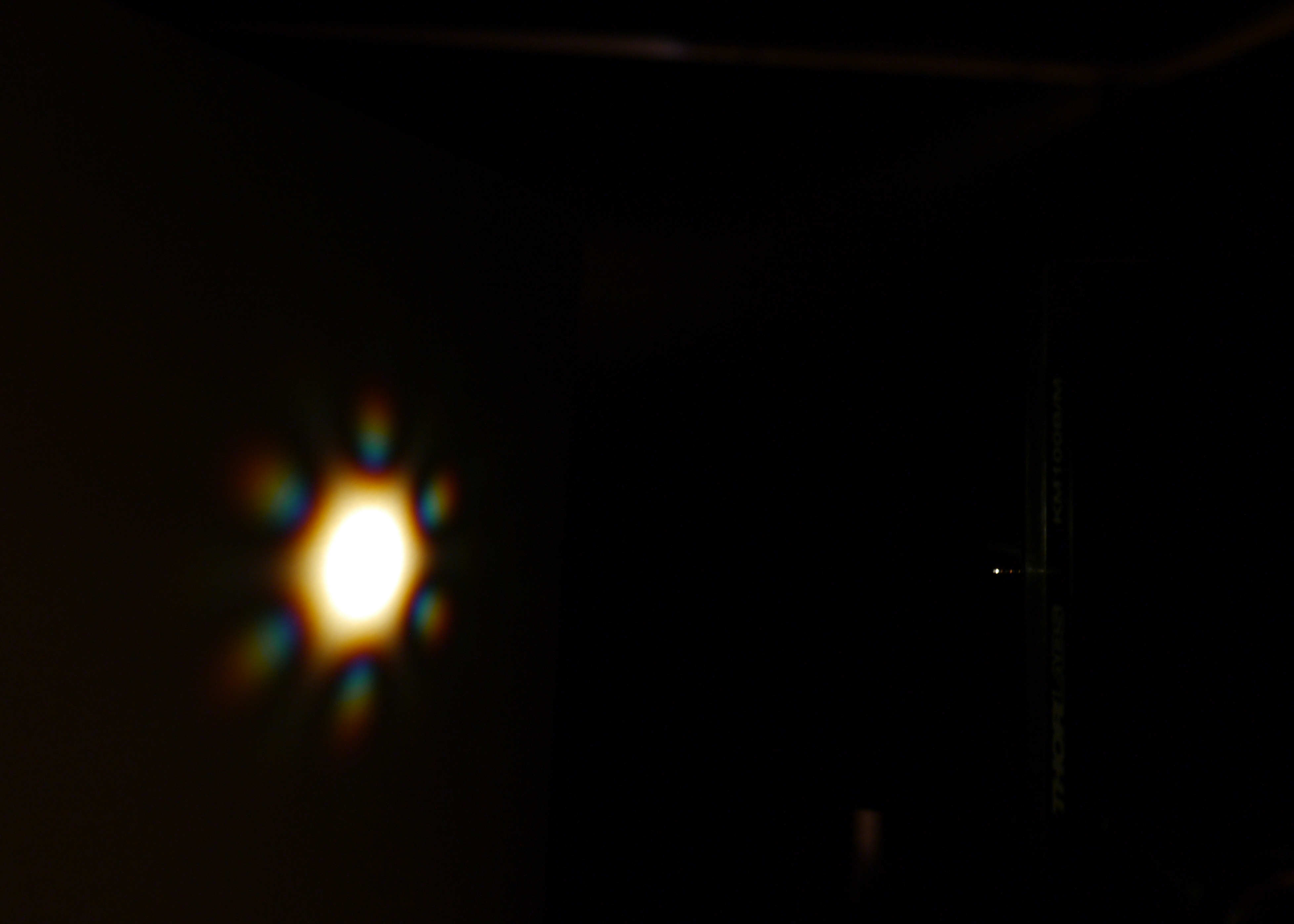
Image de la lumière d'un laser ultra large-bande émergeant d'une fibre monomode de cristal photonique dont on voit la sortie à droite (point blanc).

La photonique est la branche de la physique concernant l'étude et la fabrication de composants permettant la génération, la transmission, le traitement (modulation, amplification) ou la conversion de signaux optiques. Elle étudie les photons indifféremment comme onde ou comme corpuscule, dans une approche classique ou quantique. Le domaine d'étude de la photonique couvre l'ensemble du spectre lumineux du térahertz aux rayons X.
Les composants étudiés dans le cadre de la photonique sont notamment les lasers, les diodes électroluminescentes, les fibres optiques, les modulateurs optiques, les amplificateurs optiques ou encore les cristaux photoniques, les lentilles, les prismes, et les réseaux.
Le secteur d'activité de la photonique possède de nombreuses applications industrielles et de recherche et fait l'objet d'un soutien spécifique au niveau européen. En France, le secteur emploie directement 80 000 personnes, principalement dans des petites et moyennes entreprises, quelques entreprises de tailles intermédiaires et des grands groupes et est bien représenté par des organisations nationales et régionales.

## Usage du terme et étymologie
Le terme photonique est relativement récent. Il est dérivé du grec φῶς / phȭs, au génitif φωτός / phōtós, « lumière », et apparaît dans la littérature scientifique et technique tout d'abord comme adjectif pour évoquer un lien avec les photons ou un rayonnement lumineux, puis comme substantif à la fin des années 1960 pour décrire un champ de recherche utilisant la lumière en vue d'applications alors liées à l'électronique (télécommunications, traitement du signal).
Des revues à large diffusion scientifique et techniques s'accordent pour dire que la première définition formelle du terme de photonique viendrait du scientifique français Pierre Aigrain dans les années 1970.
Dans les années 1980 les opérateurs de réseaux de télécommunication adoptent le terme "photonique" avec l'apparition des réseaux à fibres optiques et des amplificateurs optiques à fibre dopée erbium. Ce mot est utilisé dans le domaine des télécommunications (notamment dans le titre de la revue Photonics Technology Letters lancée par la société savante IEEE Lasers and Electro-Optics Society à la fin des années 1980, ainsi que par extension à des découvertes telles que le laser, les diodes laser et fibres optiques qui sont utilisées dans le monde des communications.
Au début des années 2000, l'Union européenne contribue à diffuser ce terme, avec la plateforme Photonics 21 (créée en 2005) et par son travail sur les technologies génériques d'avenir présentant a priori un fort potentiel technique et économique (ou KETs pour Key Enabling Technologies) . Depuis 2009, La commission européenne considère que la photonique est l'une des six KETs.
Le terme photonique prend un nouvel essor avec une diffusion plus large à l'occasion de l'année de la lumière (2015). Aujourd'hui, le terme photonique regroupe tous les domaines des sciences et technologies de la lumière comme l'optique, l'éclairage, la vision, le laser, la fibre optique, l'optronique…

## Histoire de la photonique

### Optique classique
L'Optique dite « classique » est principalement liée aux problématiques d'optique géométrique. Notamment, le développement et l'utilisation d'outils comme les lentilles, les miroirs, ainsi que la conception optique liée à leur utilisation. Ses applications incluent les microscopes optiques, les télescopes, les lunettes…

### Optique Ondulatoire
L'Optique ondulatoire couvre l'ensemble des problématiques d'électromagnétisme et d'optique physique qui découlent de la preuve par Augustin Fresnel de la nature ondulatoire de la lumière puis des lois de Maxwell. Ses applications incluent le développement d'interféromètres ou d'outils utilisant la diffraction tels que les réseaux de diffraction, réseau de Bragg ou grismes…

### Optique moderne
L'Optique moderne est liée aux propriétés du photon en interaction avec la matière. Parmi les effets clefs de l'optique moderne, on trouve l'émission stimulée, l'effet photo-électrique, les interactions matière-rayonnement pour lesquelles la matière ou le champ électromagnétique est quantifié, l'optique non linéaire, les effets électro-optique, acousto-optique, Raman, Brillouin… Cette phase démarre à la fin du XIXe siècle avec Heinrich Herz (effet photo-électrique 1887) et au début du XXe siècle, Einstein (quantification de la lumière 1905 et découverte de l'émission stimulée 1917) et Bohr (quantification des niveaux d'énergie 1913) qui conduit à la découverte du laser en 1960. Cette découverte est à la base des déclinaisons de l'optique moderne dans les domaines de l'optique atomique, optique quantique, optique non linéaire, lasers…

### Photonique
La photonique correspond à une diffusion de l'optique moderne dans la sphère industrielle et dans les autres domaines scientifiques. L'opto-électronique, les télécommunications optiques ou la biophotonique sont des exemples de cette diffusion scientifique et industrielle.
Le grand nombre d'applications de la photonique dans les domaines de la santé, du spatial, des communications, des infrastructures (bâtiments, transports), de l'automobile, des nouvelles technologies lui vaut le qualificatif de « science capacitante ».

### Prix Nobel liés à la photonique
| Année | Domaine de Recherche      | Sujet | Auteurs                                                           |
| ----- | ------------------------- | --- | ----------------------------------------------------------------- |
| 1901  | Physique                  | Découverte des Rayons X | Wilhelm Röntgen                                                   |
| 1902  | Spectroscopie             | Effet Zeeman | Hendrik Lorentz, Pieter Zeeman                                    |
| 1907  | Métrologie                | Instruments optiques de précision                                                                                            | Albert A. Michelson                                               |
| 1908  | Photographie              | Reproduction des couleurs en photographie, utilisant les interférences                                                       | Gabriel Lippmann                                                  |
| 1911  | Rayonnement du corps noir | Loi de Wien | Wilhelm Wien                                                      |
| 1918  | Rayonnement du corps noir | Découverte des quanta d'énergie, loi de Planck                                                                               | Max Planck                                                        |
| 1919  | Spectroscopie             | Effet Stark | Johannes Stark                                                    |
| 1921  | Opto-électronique         | Explication de l'effet photoélectrique                                                                                       | Albert Einstein                                                   |
| 1927  | Physique                  | Diffusion Compton | Arthur Holly Compton                                              |
| 1930  | Physique                  | Découverte de la diffusion Raman                                                                                             | Chandrashekhara Venkata Râman                                     |
| 1953  | Microscopie               | Méthode du contraste de phase                                                                                                | Frederik Zernike                                                  |
| 1955  | Spectroscopie             | Structure fine du spectre de l'hydrogène                                                                                     | Willis Eugene Lamb                                                |
| 1958  | Physique                  | Effet Tcherenkov | Pavel Tcherenkov, Ilia Frank, Igor Tamm                           |
| 1964  | Laser                     | Électronique quantique, conduisant à la construction d'oscillateurs et d'amplificateurs basés sur le principe du maser-laser | Charles Townes, Nikolaï Bassov, Alexandre Mikhaïlovitch Prokhorov |
| 1966  | Physique                  | Pompage optique | Alfred Kastler                                                    |
| 1971  | Physique                  | Invention et développement de la méthode holographique                                                                       | Dennis Gabor                                                      |
| 1981  | Spectroscopie             | Contribution au développement de la spectroscopie laser                                                                      | Nicolaas Bloembergen, Arthur Leonard Schawlow                     |
| 1981  | Spectroscopie             | Contribution au développement de la Spectrométrie photoélectronique X                                                        | Kai Siegbahn                                                      |
| 1997  | Physique quantique        | Refroidissement d'atomes par laser                                                                                           | Claude Cohen-Tannoudji,Steven Chu, William D. Phillips            |
| 1999  | Chimie                    | Spectroscopie à la femtoseconde                                                                                              | Ahmed Zewail                                                      |
| 2000  | Semi-conducteur           | Matériau semi-conducteur avec application en opto-électronique                                                               | Jores Ivanovitch Alferov, Herbert Kroemer, Jack S. Kilby          |
| 2001  | Physique quantique        | Condensat de Bose-Einstein obtenu grâce au refroidissement d'atomes par laser                                                | Eric A. Cornell, Wolfgang Ketterle, Carl E. Wieman                |
| 2005  | Laser                     | Spectroscopie laser et Peigne de fréquence optique                                                                           | John L. Hall,Theodor W. Hansch                                    |
| 2005  | Optique quantique         | Théorie quantique de la cohérence optique                                                                                    | Roy J. Glauber                                                    |
| 2009  | Télécommunications        | Travaux sur l'absorption des verres de fibre optique                                                                         | Charles Kao                                                       |
| 2009  | Opto-électronique         | Capteur CCD | Willard Boyle, George E. Smith                                    |
| 2012  | Physique quantique        | Manipulation de photons isolés                                                                                               | Serge Haroche, David Wineland                                     |
| 2014  | Chimie                    | Microscopie de fluorescence                                                                                                  | Stefan W. Hell, William E. Moerner, Eric Betzig                   |
| 2014  | Opto-électronique         | Production de Diodes électroluminescentes bleues                                                                             | Isamu Akasaki, Hiroshi Amano, Shuji Nakamura                      |
| 2017  | Astrophysique             | Contributions décisives à la conception du détecteur LIGO et à l’observation des ondes gravitationnelles                     | Rainer Weiss, Barry C. Barish, Kip Thorne                         |
| 2018  | Laser                     | Production d'impulsions lumineuses ultra-brèves de forte intensité                                                           | Donna Strickland, Gérard Mourou                                   |
| 2018  | Laser                     | Création des pinces optiques                                                                                                 | Arthur Ashkin                                                     |
| 2022  | Physique quantique        | Expériences avec des photons intriqués, établissant la violation des inégalités de Bell                                      | Alain Aspect, John Clauser, Anton Zeilinger                       |
| 2023  | Laser                     | Production d'impulsions lumineuses ultra-brèves pour l'étude de la dynamique des électrons dans la matière                   | Anne L'Huillier, Ferenc Krausz, Pierre Agostini                   |

## L'étendue et les limites de la photonique
La photonique, conformément à l'étymologie de ce terme, regroupe toutes les technologies concernant la lumière (visible). Or ces technologies (composants, sources, détecteurs, etc.) sont aussi adaptées à d'autres rayonnements (infrarouge et ultraviolet proches). C'est pourquoi la photonique couvre en fait l'infrarouge, le visible et l'ultraviolet, mais pas le reste du spectre électromagnétique car là, les technologies ne sont pas du tout les mêmes. En particulier, la photonique ne couvre pas les rayons X ni les rayons gamma, même si le caractère "photonique", corpusculaire, de ces rayonnements plus énergétiques est plus affirmé que dans le cas du spectre visible.

## Aspect économique de la photonique

### Perspectives économiques
Dans le monde le chiffre d'affaires global de la photonique représente 400 milliards d'euros. En Europe, la photonique représente le pôle majeur d’investissement parmi les KETS (Key Enabling Technologies) avec 355 millions d’euros d’investissement en 2015.
En Europe la photonique est représentée par 5 000 entreprises, 377 000 emplois directs et une croissance prévue à 10 % par an ce qui justifie les espoirs économiques placés dans la photonique.
En France, la photonique représente 1 230 entreprises - dont 90 % de PME - qui emploient environ 80 000 personnes dont le chiffre d'affaires total estimé en 2022 à 20,7 milliards d'euros. 90 % des entreprises exportent pour une moyenne de 50 % de leur chiffre d'affaires. La création de start-ups a fait un bond depuis 2015 avec environ 30 nouvelles entreprises chaque année. Le baromètre économique de la fédération française de la photonique de la filière  montre que la croissance est supérieure à 10 % par an.
La synthèse de l'étude sur le secteur de la photonique réalisée en 2015 par le ministère de l'Économie, de l'Industrie et du Numérique donne un aperçu des secteurs d'activités et de leur chiffre d'affaires :
| Secteur d'activité                | Chiffre d'affaires |
| --------------------------------- | ------------------ |
| Éclairage                         | 2 660 M€           |
| Défense et sécurité               | 2 068 M€           |
| Télécoms                          | 1 505 M€           |
| Composants, Couches minces        | 1 439 M€           |
| Biophotonique, diagnostique       | 1 265 M€           |
| Vision et instrumentation         | 740 M€             |
| Énergie photovoltaïque            | 479 M€             |
| Traitement du matériau biologique | 94 M€              |
| Affichage                         | 90 M€              |
| Production industrielle           | 78 M€              |
| Stockage                          | 33 M€              |

### Impact des technologies photoniques dans l'échange et la transmission de données
La transmission d'information et leur traitement (Cloud computing et centre de données) a largement bénéficié du domaine de l'optoélectronique et des lasers. Les systèmes de transmission optiques ont un avantage comparativement aux systèmes de transmission électriques traditionnels : la consommation électrique est inférieure malgré une plus grande bande passante. Le traitement optique des informations, par un « ordinateur photonique », constituant un objectif de la recherche en photonique,.

### Diffusion de la photonique dans l'industrie
Les lasers sont aujourd’hui largement employés dans de nombreux secteurs de l'industrie permettant par exemple de réaliser des découpes extrêmement précises.